# Liste der Olympiasieger im Golf
Die Liste der Olympiasieger im Golf führt alle Sieger sowie die Zweit- und Drittplatzierten der Golf-Wettbewerbe bei den Olympischen Sommerspielen auf. Bisher war Golf fünfmal olympisch: 1900, 1904, 2016, 2020 und 2024.

## Aktuelle Wettbewerbe

### Einzel Männer
| Olympia | Gold              | Silber            | Bronze                       |
| ------- | ----------------- | ----------------- | ---------------------------- |
| 1900    | Charles Sands     | Walter Rutherford | David Robertson              |
| 1904    | George Lyon       | Chandler Egan     | Burt McKinnie Francis Newton |
| 2016    | Justin Rose       | Henrik Stenson    | Matt Kuchar                  |
| 2020    | Xander Schauffele | Rory Sabbatini    | Pan Cheng-tsung              |
| 2024    | Scottie Scheffler | Tommy Fleetwood   | Hideki Matsuyama             |

### Einzel Frauen
| Olympia | Gold            | Silber           | Bronze        |
| ------- | --------------- | ---------------- | ------------- |
| 1900    | Margaret Abbott | Pauline Whittier | Daria Pratt   |
| 2016    | Park In-bee     | Lydia Ko         | Feng Shanshan |
| 2020    | Nelly Korda     | Mone Inami       | Lydia Ko      |
| 2024    | Lydia Ko        | Esther Henseleit | Lin Xiyu      |

## Ehemalige Wettbewerbe

### Mannschaft Männer
| Olympia | Gold | Silber | Bronze |
| ------- | --- | --- | --- |
| 1904    | Western Golf Association Edward Cummins, Kenneth Edwards, Chandler Egan, Walter Egan, Robert Hunter, Nathaniel Moore, Mason Phelps, Daniel Sawyer, Clement Smoot, Warren Wood | Trans Mississippi Golf Association John Deere Cady, Albert Bond Lambert, John Maxwell, Burt McKinnie, Ralph McKittrick, Francis Newton, Henry Potter, Frederick Semple, Stuart Stickney, William Stickney | United States Golf Association Douglass Cadwallader, Jesse Carleton, Harold Fraser, Arthur Hussey, Orus Jones, Allan Lard, George Oliver, Simeon Price, John Rahm, Harold Weber |